# Jennifer Hanson
Jennifer Hanson (La Habra, 10 de agosto de 1973) é uma cantora de música country estadunidense.

## Discografia

### Álbuns
- Jennifer Hanson (2003)
- Thankful (2008)

### Singles
- Beautiful Goodbye" (2003)
- This Far Gone" (2003)
- Half a Heart Tattoo (2003)
- Joyride (2007)
- '73 (Everything Changes) (2008)